# Lygodactylus bivittis
Lygodactylus bivittis là một loài thằn lằn trong họ Gekkonidae. Loài này được Peters mô tả khoa học đầu tiên năm 1883.